# Dolichomitra speciosa
Dolichomitra speciosa är en bladmossart som beskrevs av Kyuichi Sakurai 1937. Dolichomitra speciosa ingår i släktet Dolichomitra och familjen Lembophyllaceae. Inga underarter finns listade i Catalogue of Life.